# Psophocarpus tetragonolobus
La mongeta ploma (Psophocarpus tetragonolobus), també coneguda com a mongeta Goa, mongeta de quatre vores, mongeta de Manila o mongeta de Maurici, és una planta tropical nadiua de Nova Guinea, de la família dels llegums.
Creix abundantment en països càlids i humits de l'equador, des de les Filipines i Indonèsia a l'Índia, Myanmar, Malàisia, Tailàndia i Sri Lanka. També és àmpliament coneguda, tot i que cultivada a petita escala al Sud-est asiàtic i a Papua Nova Guinea. La mongeta ploma és reconeguda per pagesos i consumidors de la regió asiàtica per la seva varietat d'usos, tant gastronòmics com medicinals. És rica en nutrients, i totes les parts de la planta són comestibles. Les fulles poden ser menjades com els espinacs, les flors s'usen en amanides, els tubercles poden ser menjats crus o cuinats i les llavors es fan servir de manera similar a la soia. La mongeta ploma és una espècie poc utilitzada avui dia; té, però, el potencial d'esdevenir una espècie alimentària important amb múltiples usos als tròpics d'Àsia, Àfrica i Amèrica llatina.
La mongeta ploma és una espècie que pertany al gènere Psophocarpus, un gènere amb 6-9 espècie variades. Les espècies del gènere Psophocarpus són herbes perennes i s'enfilen als objectes del seu voltant torcent les tiges; tenen arrels tuberoses i tavelles amb vores serrades.

## Aspecte
La planta de la mongeta ploma creix de manera ascendent fins a uns 3–4 m d'alçada. És, doncs, generalment més alta i notablement més gran que la mongeta comuna. Tot i que és una herba perenne, pot ser conreada com una planta anual. La tavella d'aquesta planta és generalment d'uns 15–22 cm de llarg i té quatre lòbuls plans amb vores irregulars que recorden una ploma. La pell d'aquestes és cerosa i la polpa parcialment translúcida en les baines joves. Quan la tavella és totalment madura, queda seca, es torna d'un color marró cendrós i s'obre per la meitat per alliberar les llavors. Les llavors són similars a les de la soia, tant en ús com en contingut nutritiu (d'un 29,8% a un 39% de proteïna).
Hi ha variació abundant en l'aspecte d'aquest gènere. La forma de les fulles té una àmplia gamma: ovalades, deltoides, ovalolanceolades, lanceolades. A més a més, varien de color en diferents tonalitats de verd. Les flors són grans i d'un blau pàl·lid.
El color de la tija és generalment verd, però pot variar de tonalitats, o fins i tot de tons de morat.
El color de la tavella també pot variar en una gama de colors crema, verd, rosa o porpra. La superfície exterior de la beina també varia de textures, segons el genotip: poden ser llises o més aspres. La forma de la llavor és majoritàriament rodona, tot i que també se'n troben d'ovalades o rectangulars, i el seu color varia en funció de factors ambientals i les condicions d'emmagatzematge, podent ser blanques, de color crema, marró clar o més fosc. La forma de l'arrel és d'aspectes diversos.

## Consum humà i nutrició
Un dels avantatges de la mongeta ploma és la seva versatilitat, ja que se'n poden aprofitar moltes parts diferents de la planta com a aliment.
Tavelles: poden ser menjades tendres com a verdura cruixent crua o cuinada.
Llavors: requereixen una cocció d'unes 2–3 hores per destruir els inhibidors de la tripsina i l'hemaglutinina, que inhibeixen la digestió. A més a més, poden ser torrades com els cacauets i tenen un valor nutritiu comparable a les llavors de soia, amb una mitjana d'aproximadament un 35% de proteïna i un 17% de greixos.
Arrels: poden ser menjades crues o cuites. Són riques en proteïnes (vora un 20%), un percentatge molt més alt que altres arrels comestibles.
Fulles i flors: s'usen crues i cuites, i també tenen un contingut de proteïna alt, del 10 al 15%.

## Germinació
La mongeta ploma és una planta autopolinitzadora; però mutacions i encreuaments ocasionals, poden produir variacions en l'espècie. En climes tropicals no és necessari el pretractament de les llavors; la seva escarificació, però, ha mostrat un increment en l'índex de germinació. Un remull de les llavors també augmenta la velocitat de germinació; de fet, és habitual i pot fer-se conjuntament amb l'escarificació. Sota condicions ambientals naturals, s'ha descrit que les plàntules emergeixen entre 5–7 dies.
Segons els registres, la planta pot créixer tan ràpidament o més que altres llegums, inclosa la soia.[16] Hi ha un període de 40 a 140 dies de germinació des de la sembra a la floració. La beina assoleix la longitud plena i pot ser collida per a utilitzar-se com a verdura 2 setmanes després de la pol·linització. Tres setmanes després de la pol·linització, la tavella esdevé fibrosa i després de sis setmanes és el moment de recol·lectar les llavors madures. El desenvolupament de tubèrcul i la producció de flors depenen del genotip i de factors mediambientals. Algunes varietats de Sophocarpus tetragonolobus no produeixen arrels tuberoses. I com a planta tropical, només florirà quan la longitud de dia sigui més curta de 12 hores, tot i que s'han observat algunes varietats independents d'aquest factor. Totes les varietats de mongeta ploma creixen en forma de parra i han de ajudar-se amb un suport. Alguns exemples de suport són el creixement contra les parets exteriors de cases, cabanes, edificis; agafant-se contra arbres perennes més grans; estaques verticals i altres estructures fetes amb posts i cables.
A causa del lent creixement de les primeres etapes, és susceptible a la competència d'altres herbes durant les 4 a 6 primeres setmanes, per la qual cosa és molt important eliminar les males herbes. Khan (1982) recomana eixarcolar a mà o amb una arada un parell de cops abans d'instal·lar el sistema de suport de les mongeteres.
Pot conrear-se sense adobs, ja que en tractar-se d'una lleguminosa, tenen bacteris als nòduls de les arrels que fixen el nitrogen i en permet a la planta l'absorció. Els factors que influeixen en aquesta fixació de nitrogen inclouen: la soca de bacteris Rhizobium, les interaccions entre la soca i el genotip de l'amfitrió, els nutrients disponibles i el PH del sòl.

## Clima
S'ha observat que s'adapta bé al clima dels tròpics equatorials. Creix en climes càlids i prefereix la humitat, però és una planta adaptable. La producció de les beines és òptima en climes humits, però l'espècie és susceptible a estrès hídric i a inundacions. La temperatura ideal de creixent és d'uns 25 °C. Les temperatures més baixes causen la supressió de la germinació, i temperatures extremadament altes van en detriment de les collites.

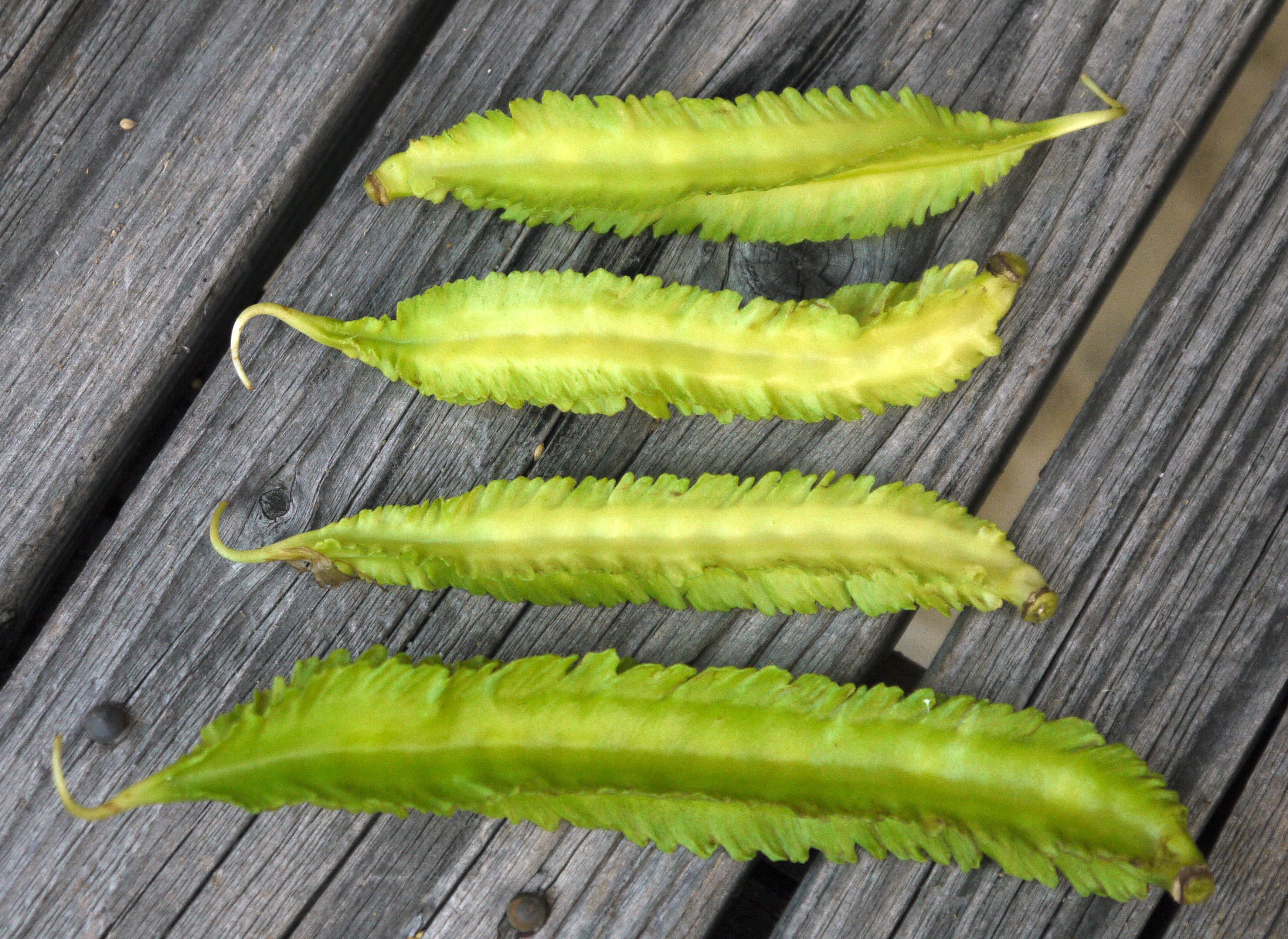
Mongeta ploma
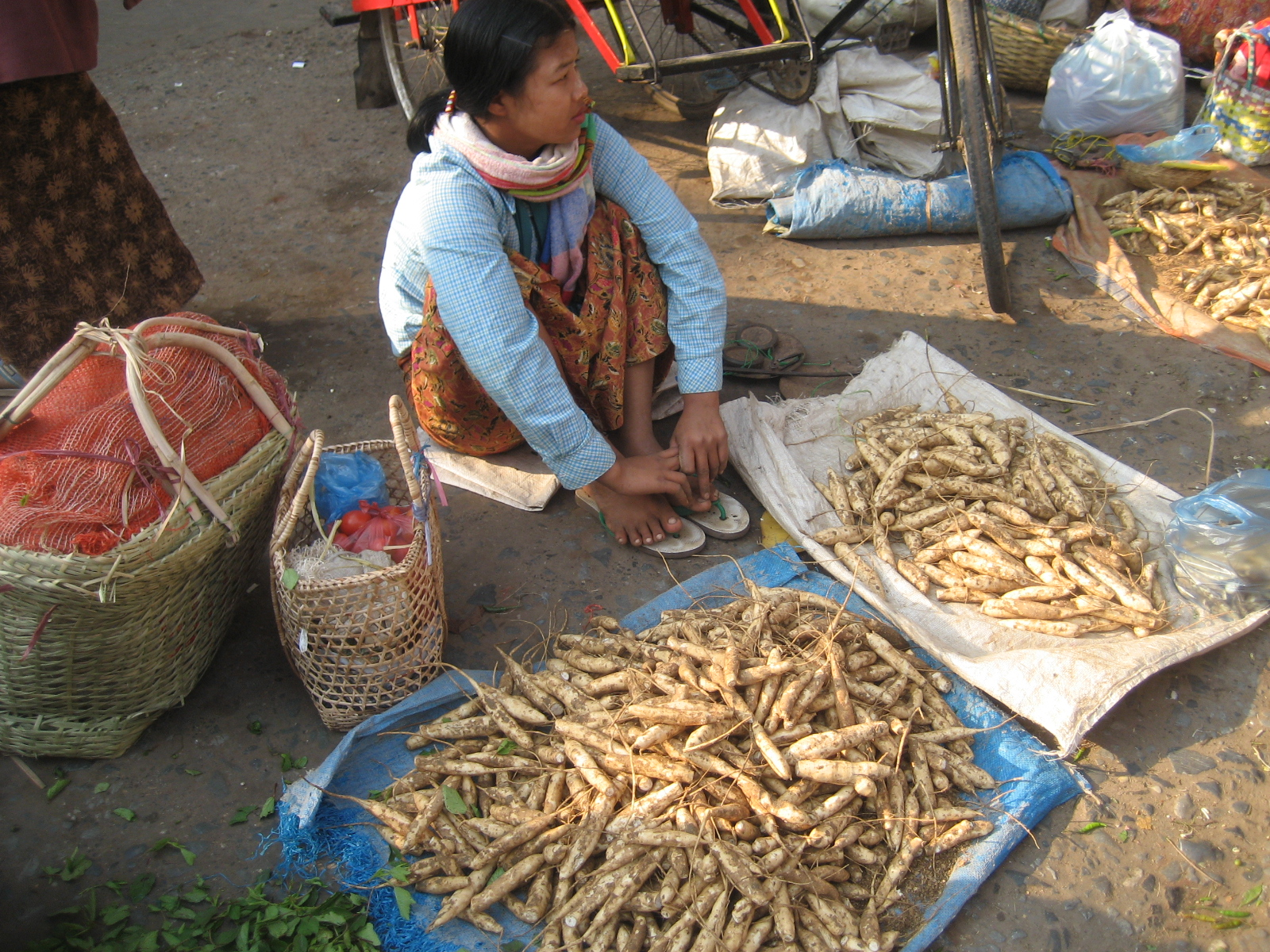
Arrels del mongetera ploma en un mercat de Mandalay, Myanmar
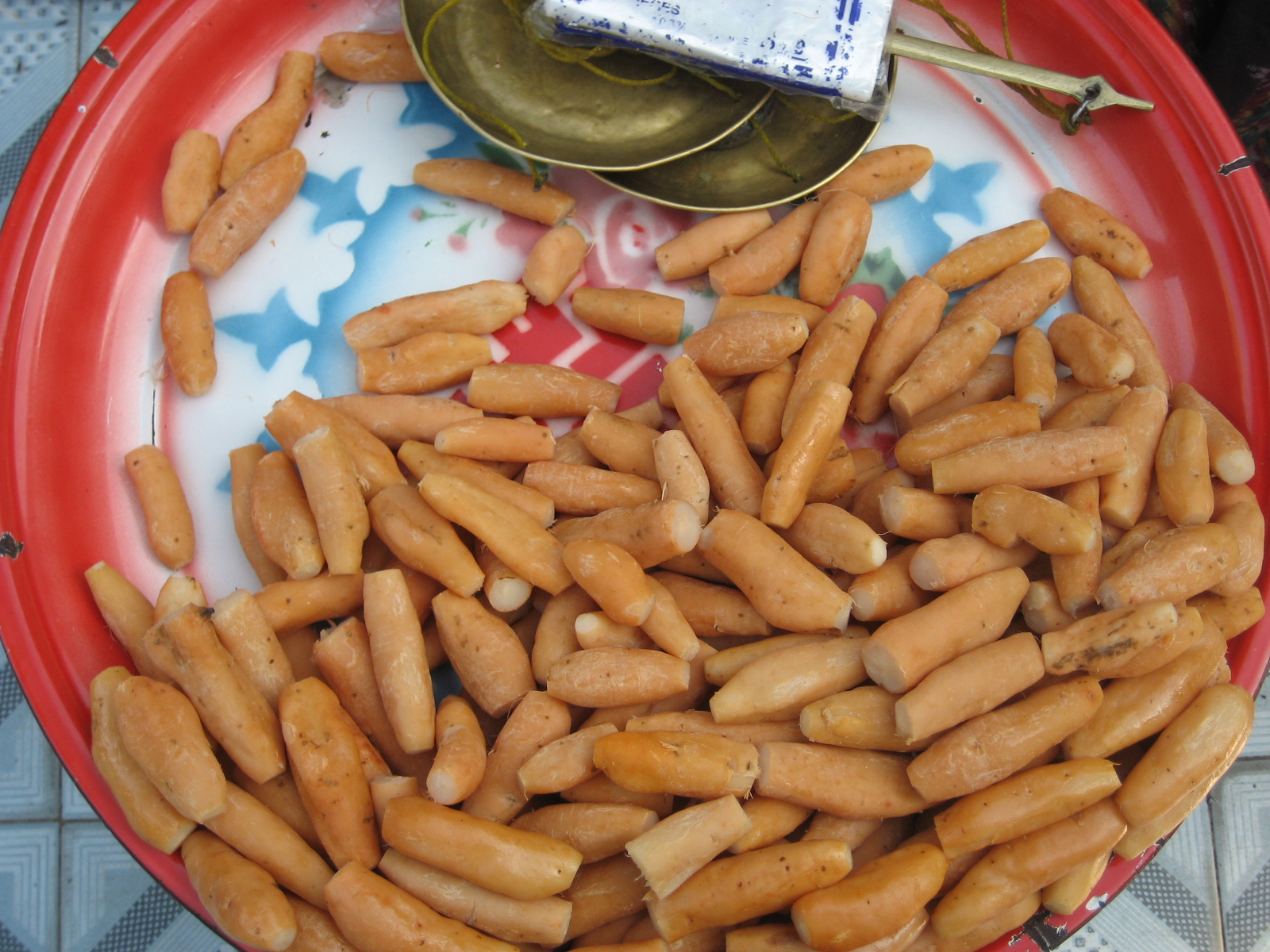
Arrels bullides de mongetera ploma com a àpat a Myanmar
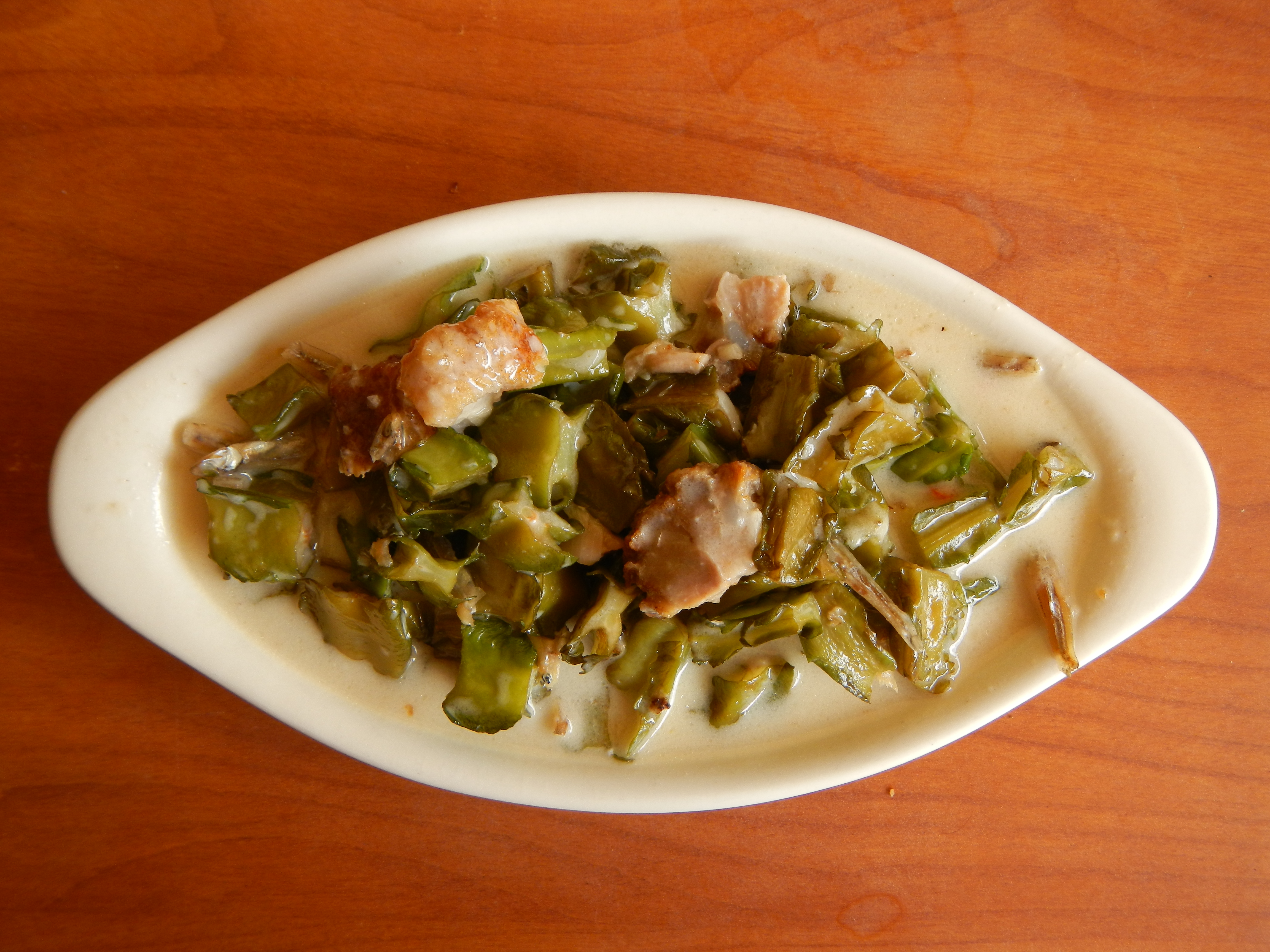
Mongeta ploma (Sigarilyas, Filipines) cuita amb llet de coco, porc i anxova
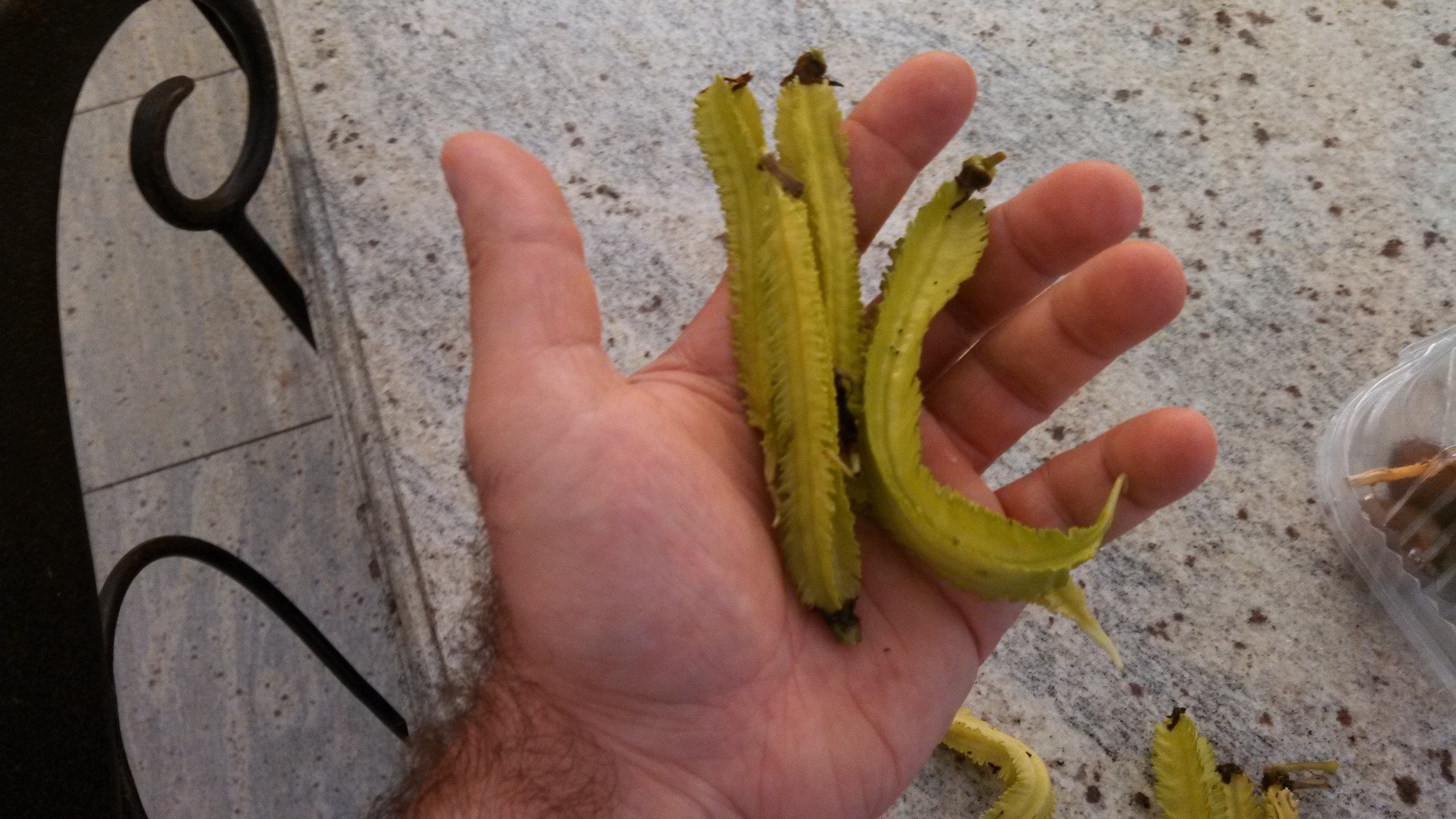
Mongetes ploma cultivades en un llit de compost amb orientació al sud a Alpine